# Doudleby nad Orlicí
Doudleby nad Orlicí (deutsch Daudleb an der Adler) ist ein Flecken im Bezirk Rychnov nad Kněžnou in Tschechien. Er liegt sechs Kilometer südlich der Bezirksstadt unterhalb des Kastel im Tal der Wilden Adler.

## Geschichte

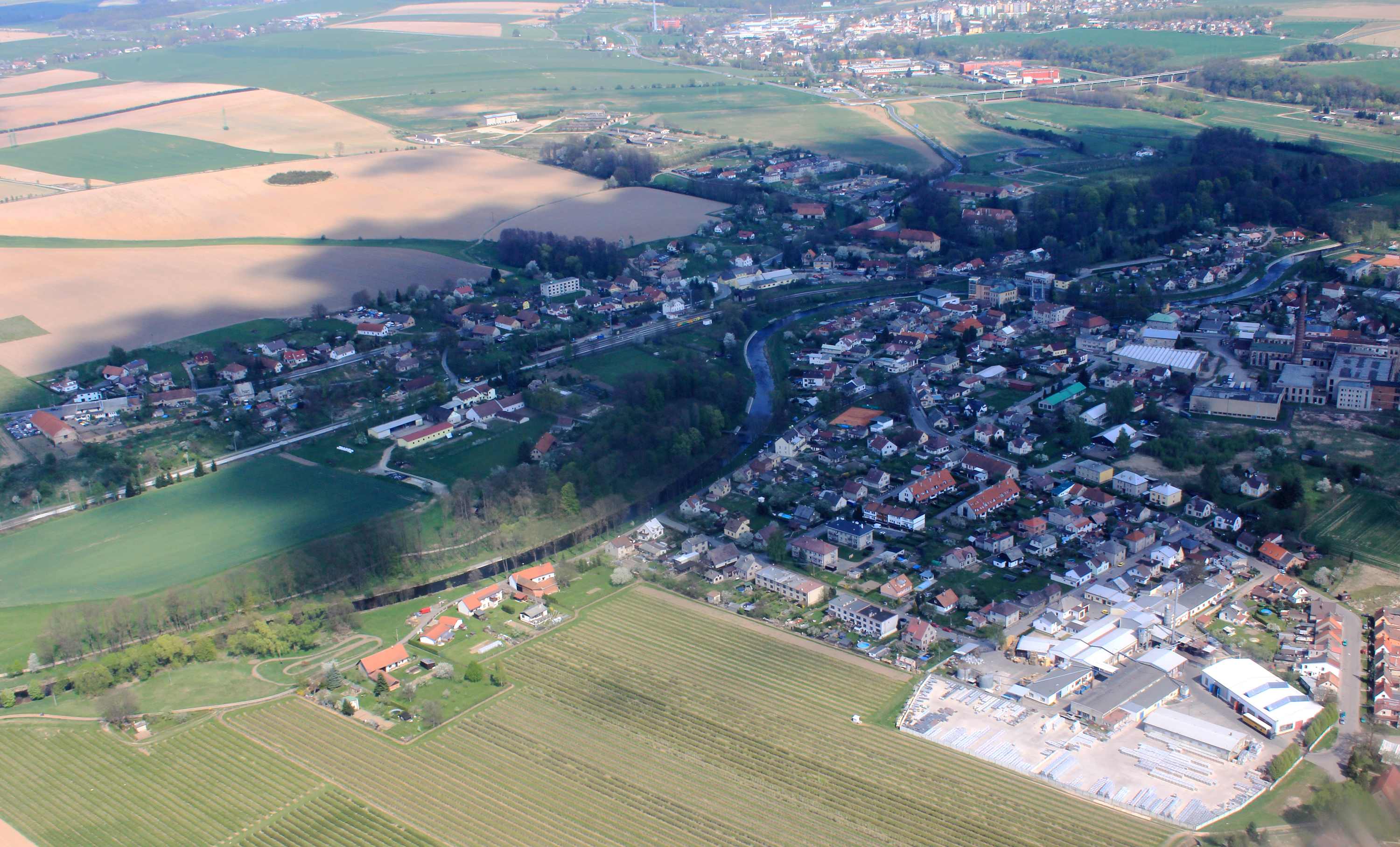
Doudleby nad Orlicí aus der Luft

Daudleb soll einer der ältesten Orte in Ostböhmen sein. Die Ortsbezeichnung geht auf den slawischen Stamm der Dudlebi zurück, die hier einen Fürstensitz gehabt haben sollen. Erstmals erwähnt wurde der Ort 1259 mit der Nennung eines Ulricus de Dudlebi. Noch in der zweiten Hälfte des 14. Jahrhunderts war Daudleb im Besitz der Familie Doudlebsky von Doudleb. In den nächsten zwei Jahrhunderten wechselten die Besitzer der Grundherrschaft Daudleb, die bis 1559 geteilt war, häufig.
1562 erwarb Nikolaus der Ältere von Bubna (Adelsgeschlecht) auf Burg Litice nad Orlicí, von welcher diese das Prädikat von Lititz (Mikuláš z Bubna) führte, die Herrschaft Daudleb. Dieser erbaute am Platz einer 1545 erwähnten Feste 1585–1590 das Schloss Doudleby nad Orlicí, das zunächst als Jagdschloss genutzt wurde, da die Herren von Bubna bis Anfang des 19. Jahrhunderts in Žamberk (Senftenberg) residierten.
Seit dem 17. Jahrhundert war eine Jüdische Gemeinde ansässig, deren 1821 errichtete Synagoge heute als neuhussitische Kirche genutzt wird.
Nach Aufhebung der Patrimonialherrschaft und Erbuntertänigkeit wurde Daudleb Mitte des 19. Jahrhunderts eine selbständige Gemeinde. 1890 hatte der Ort 1355 Einwohner, 1980 waren es 2108 Einwohner. Seit 2006 besitzt der Ort den Status eines Městys.

## Gemeindegliederung
Die Gemeinde Doudlebi nad Orlicí besteht aus den Ortsteilen Vyhnánov (Austrieb) und Doudleby (Daudleb an der Adler). Zu Doudleby nad Orlicí gehören außerdem die Ansiedlungen Mnichovství, Příkazy und V Sádkách. Grundsiedlungseinheiten sind Doudlebi nad Orlicí, Příkazy und Vyhnánov.
Das Gemeindegebiet gliedert sich in die Katastralbezirke Doudleby nad Orlicí und Vyhnánov.

## Sehenswürdigkeiten
- Schloss Doudleby nad Orlicí